# ۵۸۴ (پیش از میلاد)
۵۸۴ (پیش از میلاد) ۵۸۴مین سال قبل از تقویم میلادی است.

## درگذشتگان
ماندانا